# オキサロコハク酸
オキサロコハク酸（オキサロコハクさん、Oxalosuccinic acid）は、クエン酸回路中に現れる有機化合物である。イソクエン酸デヒドロゲナーゼの酵素作用によってイソクエン酸より生成される。塩またはエステルの場合はオキサロスクシネート（oxalosuccinate）と呼ぶ。